# 斎藤千輪
斎藤 千輪（さいとう ちわ）は、日本の小説家・脚本家。日本推理作家協会会員。東京都町田市出身、東京都在住。

## 略歴
映像制作会社を経て、放送作家・ライターに。2016年に『窓がない部屋のミス・マーシュ』で第2回角川文庫キャラクター小説大賞・優秀賞を受賞。2017年4月に同作を『窓がない部屋のミス・マーシュ〜占いユニットで謎解きを〜』と改題し刊行、斎藤千輪の筆名で小説家デビューを果たす。同年よりドラマや舞台の脚本家としても活動している。
2018年6月よりWEB光文社Yomeba!にて『コレって、あやかしですよね？』を連載。2018年9月に刊行された『ビストロ三軒亭の謎めく晩餐』がシリーズ化。2019年、佐藤拓也 (声優)による『ビストロ三軒亭シリーズ』朗読動画を配信。2020年8月、石谷春貴（声優）他による『ビストロ三軒亭』朗読劇を有料配信。同年11月刊行の『だから僕は君をさらう』で第２回双葉文庫ルーキー大賞を受賞。2021年1月より『神楽坂つきみ茶屋』シリーズを刊行。同年3月より『グルメ警部の美食捜査』シリーズを刊行。2022年、『ビストロ三軒亭シリーズ』『だから僕は君をさらう』がWEBコミック化。2025年2月、初の単行本『魔城の林檎』を刊行。

## 作品リスト

### 単行本
- 魔城の林檎（2025年2月19日 講談社）ISBN 978-4065382950

### 文庫本

#### ●ビストロ三軒亭シリーズ（角川文庫）
- ビストロ三軒亭の謎めく晩餐（2018年9月22日 角川文庫）ISBN 978-4-04-107391-9
- ビストロ三軒亭の美味なる秘密（2019年3月23日 角川文庫）ISBN 978-4-04-108049-8
- ビストロ三軒亭の奇跡の宴（2019年9月21日 角川文庫）ISBN 978-4-04-108653-7

#### ●神楽坂つきみ茶屋シリーズ（講談社文庫）
- 神楽坂つきみ茶屋 禁断の盃と絶品江戸レシピ（2021年1月15日 講談社文庫）ISBN 978-4065222355
- 神楽坂つきみ茶屋2 突然のピンチと喜寿の祝い膳（2021年5月14日 講談社文庫）ISBN 978-4065234921
- 神楽坂つきみ茶屋３ 想い人に捧げる鍋料理（2021年10月15日 講談社文庫）ISBN 978-4065257302
- 神楽坂つきみ茶屋４ 頂上決戦の七夕料理（2022年5月13日 講談社文庫）ISBN 978-4065279915
- 神楽坂つきみ茶屋5 奄美の殿様料理（2024年11月15日 講談社文庫) ISBN 978-4065369623

#### ●グルメ警部シリーズ（PHP文芸文庫）
- グルメ警部の美食捜査（2021年3月6日 PHP文芸文庫）ISBN 978-4569901084
- グルメ警部の美食捜査２（2022年1月7日 PHP文芸文庫）ISBN 978-4-569-90182-4
- グルメ警部の美食捜査３（2023年1月10日 PHP文芸文庫）ISBN 978-4569902661

#### その他
- 窓がない部屋のミス・マーシュ〜占いユニットで謎解きを〜（2017年4月25日 角川文庫）ISBN 978-4-04-105260-0
- コレって、あやかしですよね？ 〜放送中止の怪事件〜（2019年2月8日 光文社文庫）ISBN 978-4-33-477785-2
- トラットリア代官山（2019年11月15日 ハルキ文庫）ISBN 978-4758443029
- だから僕は君をさらう（2020年11月15日 双葉文庫）ISBN 978-4575524246
- 闇に堕ちる君をすくう僕の嘘(2022年11月10日 双葉文庫）ISBN 978-4575526189
- 出張シェフはお見通し 九条都子の謎解きレシピ（2024年5月7日 PHP文芸文庫）ISBN 978-4-569-90397-2
- 憧れの貴婦人レシピ（2025年5月23日 角川文庫）ISBN 978-4-04-115647-6

### アンソロジー
- 【エッセイ集】思い出ごはん（2023年3月9日 PHP文芸文庫）ISBN 978-4569902944
- ミステリな食卓　美味しい謎解きアンソロジー（2023年6月14日 双葉文庫）ISBN 978-4575659085
- 泣きたい午後のご褒美（2025年3月5日 ポプラ文庫） ISBN 978-4591185582

### Web小説
- コレって、あやかしですよね？（光文社 WEB光文社文庫　Yomeba!）

## メディア・ミックス

### コミカライズ
- ビストロ三軒亭『タテスクコミック』（KADOKAWA）
- だから僕は君をさらう『めちゃコミック』（アムタス）
- グルメ警部の美食捜査　『ときめきごはん』（2025年8月4日号より連載　（少年画報社））ISBN 978-4785979942

### 脚本
- Break Out -  （テレビ朝日）– 番組内ミニドラマ。
- ミツバチとアリ- 舞台。「Candy Boy」主演。